# خوان باروس مدريد
خوان باروس مدريد (ولد في 15 يوليو 1956) هو رجل دين تشيلي للكنيسة الكاثوليكية. ولكن فترة خدمته، خصوصًا كأسقف لأوسورنو، كانت محاطة بالكثير من الجدل. تقلد مناصب عدة في الكنيسة الكاثوليكية، حيث بدأ كأسقف مساعد في فالبارايسو (1995-2000)، ثم أسقفًا لإيكويكي (2000-2004)، وبعدها أسقفًا عسكريًا في تشيلي (2004-2015)، قبل أن يُعين أسقفًا لأوسورنو في عام 2015. كان تعيينه كأسقف لأوسورنو موضوع انتقادات واسعة واحتجاجات قوية، بسبب علاقته المزعومة مع القس فرناندو كاراديما، الذي أدين من قبل الكنيسة بارتكاب انتهاكات جنسية بحق قاصرين. هذا الأمر أثر بشكل كبير على سمعة باروس ودوره في الكنيسة، حيث اعتُبر تعيينه خطوة مثيرة للجدل في ظل الحساسيات المتزايدة حول قضايا الاعتداءات الجنسية في الكنيسة الكاثوليكية.
في عام 2018، قدم باروس استقالته من منصب أسقف أوسورنو، وهي خطوة قبلها البابا فرنسيس، وسط جهود لإصلاح الثقة في الكنيسة في تشيلي بعد سلسلة من الفضائح المتعلقة بالاعتداء الجنسي.

## السنوات المبكرة
وُلِد خوان دي لا كروز باروس مدريد في 15 يوليو 1956 في سانتياغو دي تشيلي. درس في مدرسة القديس اغناطيوس البوسكي، وانضم إلى اتحاد القلب الأقدس بقيادة كاراديما. بعد دراسة الاقتصاد والإدارة في الجامعة البابوية الكاثوليكية في تشيلي، التحق بالمدرسة اللاهوتية الكبرى في أبرشية سانتياغو دي تشيلي حيث درس الفلسفة واللاهوت.
ابتداءً من عام 1983، شغل منصب السكرتير الخاص لرئيس أساقفة سانتياغو، خوان فرانسيسكو فريسنو، واتهم فيما بعد أثناء وجوده في هذا المنصب بحماية كاراديما من تهم الاعتداء الجنسي. في عام 1984، قدمت مجموعة من أبناء الرعية شكوى إلى خوان فرانسيسكو فريسنو، رئيس أساقفة سانتياغو دي تشيلي، عن "سلوك غير لائق" من جانب كاراديما. أخبر أحدهم المحكمة لاحقًا أنه علم أن رسالتهم "ممزقة ومُلقاة بعيدًا".
تمت تنصيبه كاهنًا في 29 يونيو 1984 ثم قام بأعمال الرعية بينما كان يعمل أيضًا لصالح مؤتمر الأساقفة في تشيلي. حصل على إجازة في اللاهوت من الجامعة البابوية الكاثوليكية في تشيلي في عام 1994.
في 22 أبريل 1990، أصبح راعي رعية سيدة السلام في نونيوا وفي 21 مارس 1993 أصبح راعي كنيسة سان غابرييل في بوداهويل. في مايو 1993 تم تعيينه مديراً للمنطقة الكنسية في مؤتمر الأساقفة في تشيلي.
في 12 أبريل 1995، منحه البابا يوحنا بولس الثاني لقب الأسقف بيلتا والأسقف المساعد لفالبارايسو، وتم تكريسه أسقفًا في كاتدرائية فالبارايسو في 29 يونيو. وقد اختار شعارًا أسقفيًا له وهو (لتكن مشيئتك). وقد عينه البابا يوحنا بولس الثاني أسقفًا لإيكويكي في 21 نوفمبر 2000، وتم تنصيبه هناك في 27 ديسمبر.
في 9 أكتوبر 2004، عينه البابا يوحنا بولس الثاني أسقفًا للإدارة العسكرية في تشيلي، وتولى منصبه في 26 نوفمبر، عندما تم تعيينه أيضًا عميدًا لجيش تشيلي.

## أسقف أوسورنو
في 10 يناير 2015، عيّن البابا فرنسيس خوان باروس مدريد أسقفًا لأوسورنو، وهو قرار أثار جدلًا واسعًا داخل الكنيسة الكاثوليكية وخارجها. حاول الكاردينال ريكاردو إزاتي، رئيس أساقفة سانتياغو، التدخل لإقناع البابا بسحب التعيين، إلا أن المحاولة لم تنجح. تعرض باروس لانتقادات شديدة بسبب علاقته مع القس فرناندو كاراديما، الذي أدين لاحقًا من قبل الكنيسة بارتكاب انتهاكات جنسية بحق قاصرين. وأثارت شهادات بعض الضحايا المزعومين جدلاً أكبر، حيث زعموا أن باروس كان حاضرًا أثناء ارتكاب كاراديما تلك الأفعال، بل إن أحدهم اتهمه بالمشاركة فيها.
رغم إدراك البابا فرنسيس لحساسية الوضع، كتب إلى قيادة مؤتمر الأساقفة في تشيلي موضحًا أنه كان على علم بأن تعيين باروس سيواجه اعتراضات. ومع ذلك، أشار إلى أن خطة لإعادة تنظيم الأساقفة المرتبطين بكاراديما، والتي تضمنت أخذهم عامًا من الإجازة لتسهيل تعيينهم في مواقع أخرى، قد فشلت. هذا الفشل ساهم في تصعيد الأزمة وزاد من تعقيد الوضع بالنسبة للكنيسة الكاثوليكية في تشيلي. لم تنجح الاحتجاجات المحلية ووقفات الاحتجاج بالشموع والالتماس المقدم إلى السفير البابوي من قبل 30 من أصل 41 كاهنًا من الأبرشية والشمامسة في الأبرشية في منع تعيين باروس، كما فشلت الرسالة التي وقعها 51 عضوًا في الكونجرس الوطني. أصدر الفاتيكان بيانًا نادرًا للدفاع عن تعيين بارو في 31 مارس، وكان البيان عبارة عن جملة واحدة فقط. اقتحم المتظاهرون الكاتدرائية لتعطيل حفل باروس هناك في شهر مارس. ولم يحضر معظم أساقفة تشيلي حفل التنصيب كما جرت العادة. وبحسب فرانسيس، عرض باروس الاستقالة في مناسبتين لاحقًا. وواصل أبناء الرعية الاحتجاج على تعيين باروس من خلال حجب التبرعات أو مغادرة الكنيسة التي ظهر فيها. ووجدت مجموعات أخرى من العلمانيين نفسها مدفوعين بالطاقة لمحاربة ما وصفه أحدهم بـ "إعادة استغلالهم" وللقيام بحملات من أجل سماع أصواتهم في اختيار أسقفهم.
خلال زيارة البابا فرنسيس إلى تشيلي في الفترة من 15 إلى 18 يناير 2018، قدم اعتذارًا علنيًا عن "الأضرار التي لا يمكن إصلاحها" الناجمة عن اعتداءات الكهنة على القاصرين. ورغم ذلك، قوبل اعتذاره برفض من قبل ضحايا الاعتداء، الذين استمروا في اتهام الكنيسة بحماية المسؤولين عن هذه الجرائم. كان الغضب موجهاً بشكل خاص نحو السماح لخوان باروس، الذي تم اتهامه بالتستر على انتهاكات فرناندو كاراديما، بالمشاركة في القداس مع البابا.
في 19 يناير، دافع البابا عن باروس بشكل مباشر، قائلًا: "في اليوم الذي يحضر لي فيه شخص ما دليلاً ضد الأسقف باروس، سأتحدث. لكن لا يوجد دليل واحد. كل هذا افتراء." أثارت هذه التصريحات ردود فعل متباينة. فقد أيد بعض الأساقفة التشيليين موقف البابا ودعوا إلى التركيز على دعم الضحايا، بينما وجه آخرون انتقادات شديدة لتصريحاته. أشار بينيتو باراندا، ناشط اجتماعي بارز ومنسق للاحتجاجات ضد زيارة البابا، إلى أن تصريحات فرنسيس تعيد إشعال مشاعر عدم التصديق لدى الضحايا، معتبرًا أن اللغة التي استخدمها البابا كانت مؤذية وتشكك في مصداقية الضحايا.
في اليوم التالي، انتقد الكاردينال شون باتريك أومالي، الذي كان معروفًا بموقفه الداعم للضحايا، تصريحات البابا. وأشاد بجهود فرنسيس السابقة لمواجهة الاعتداءات الجنسية ومعاقبة مرتكبيها، لكنه وصف تعليقاته عن باروس بأنها "مصدر لألم كبير" للضحايا، معتبرًا أنها تقلل من معاناتهم وتضعف ثقتهم في جهود الكنيسة للإصلاح.
في 22 يناير/كانون الثاني 2018، تحدث البابا فرانسيس مطولاً عن التهم الموجهة إلى باروس. وقال إن "قضية باروس تم فحصها وإعادة فحصها، ولكن لا يوجد دليل. هذا ما أردت قوله. ليس لدي الدليل اللازم للإدانة". أفاد العديد من أعضاء اللجنة البابوية لحماية القُصَّر لاحقًا أنهم قدموا لأومالي رسالة من 8 صفحات من خوان كارلوس كروز، أحد متهمي باروس، وأن أومالي أكد لهم لاحقًا أنه أعطاها لفرانسيس. ويتناقض هذا مع ادعاءات فرانسيس السابقة بأنه لم يسمع أي إفادات من أي من الضحايا. "أنت، بكل حسن نية، تخبرني أن هناك ضحايا، لكنني لم أر أيًا منهم، لأنهم لم يتقدموا إلى الأمام"، كان قد قال في وقت سابق.
في الثلاثين من يناير، ردًا على استمرار الاحتجاج العام، أعلن الفاتيكان أن فرانسيس كلف تشارلز جيه. سكيلون، رئيس أساقفة مالطا، بالتحقيق في قضية باروس من جديد. كان سكيلون المحقق الرئيسي للفاتيكان في عدد من قضايا الاعتداء الجنسي البارزة، بما في ذلك قضية مارسيال ماسيل. لم يقتصر سكيلون على تحقيقه في قضية باروس
في فبراير، وبمساعدة جوردي بيرتوميو من مجمع العقيدة والإيمان، أجرى مقابلات مع ضحايا الاعتداء الجنسي وشهود آخرين، وتلقى وثائق ونتائج تحقيقات حكومية سابقة، والتقى بوفد من أوسورنو الذي عارض استمرار باروس في منصبه أسقفًا لهم.
في الثامن من أبريل، أرسل البابا فرانسيس رسالة يدعو فيها أساقفة تشيلي للقاء به في روما للنظر في تقرير شيكلونا ومساعدته في اتخاذ قرار بشأن كيفية إصلاح الكنيسة في تشيلي. واعترف بأنه "ارتكب أخطاء جسيمة في تقييمه وإدراكه للوضع" وكتب: "أطلب الآن المغفرة من كل أولئك الذين أسأت إليهم".
عندما التقى البابا فرانسيس مع 34 أسقفا تشيليا في مايو/أيار، جعلهم يركزون على جذور فضيحة الاعتداءات الجنسية في المواقف النخبوية وفقدان الكنيسة لروحها التبشيرية. وطالب بإصلاحات أعمق، ورغم أنه وعد بتغييرات في الموظفين، إلا أن قضيتي كاراديما وباروس كانتا بمثابة أعراض لمشاكل أكبر بكثير. وفي الختام، قدم جميع الأساقفة والمساعدين النشطين استقالاتهم كتابيًا.
قبل البابا فرانسيس استقالة باروس في 11 يونيو 2018 بسبب تزايد حالات الاعتداء الجنسي على الكنيسة الكاثوليكية في تشيلي.